# 贝尔讷伊 (夏朗德省)
贝尔讷伊（法語：Berneuil，法語發音：[bɛʁnœj]）是法国夏朗德省的一个市镇，属于干邑区。

## 地理
贝尔讷伊（45°23'35"N, 0°4'22"W）面积16.55 平方千米，位于法国新阿基坦大区夏朗德省，该省份为法国西部内陆省份，北起德塞夫勒省和维埃纳省，东临上维埃纳省，东南至多尔多涅省，南至多爾多涅省，西接滨海夏朗德省。
与贝尔讷伊接壤的市镇（或旧市镇、城区）包括：布里苏巴伯济约、沙利尼亚克、希亚克、孔代翁、帕西拉克、普利尼亚克、圣苏利娜。

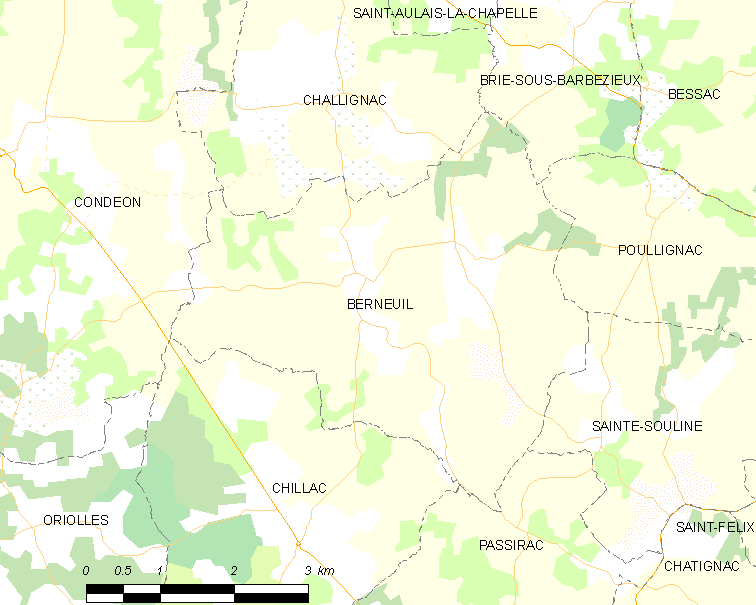
的OSM定位图

贝尔讷伊的时区为UTC+01:00、UTC+02:00（夏令时）。

## 行政
贝尔讷伊的邮政编码为16480，INSEE市镇编码为16040。

## 政治
贝尔讷伊所属的省级选区为夏朗德南县。

## 人口

1962-2008年间人口变化图示

贝尔讷伊于2022年1月1日时的人口数量为321人。